# Mudaria albonotata
Mudaria albonotata is een vlinder uit de familie van de uilen (Noctuidae). De wetenschappelijke naam van deze soort is voor het eerst voorgesteld als Tarache albonotata door George Francis Hampson in een publicatie uit 1893.
De soort komt voor op Sri Lanka.